# Helen Mirren
Helen Mirren (født 26. juli 1945 i Chiswick, London) er en engelsk skuespiller.
Hun er måske bedst kendt for sin rolle som dronning Elizabeth 2. i filmen The Queen, for hvilken hun vandt en Oscar for bedste kvindelige hovedrolle. Desuden er hun kendt for sin rolle som kriminalinspektør Jane Tennison i tv-serien Mistænkt (Prime Suspect), der kom i syv sæsoner. Hun har vundet et utal af priser, heriblandt flere for rollen i Mistænkt.

## Filmografi
- Herostratus (1967)
- En skærsommernatsdrøm (1968)
- Red Hot Shot (1969)
- Age of Consent (1969)
- Miss Julie (1972)
- Savage Messiah (1972)
- O Lucky Man! (1973)
- Hamlet (1976)
- The Quiz Kid (1979)
- Caligula (1979)
- Hussy (1980)
- The Fiendish Plot of Dr. Fu Manchu (1980)
- The Long Good Friday (1980)
- Excalibur (1981)
- Cal (1984)
- 2010: The Year We Make Contact (1984)
- Faerie Tale Theater: The Little Mermaid (Television) (1984)
- Heavenly Pursuits (1985)
- Coming Through (1985)
- White Nights (1985)
- The Mosquito Coast (1986)
- Pascali's Island (1988)
- When the Whales Came (1989)
- The Cook, the Thief, His Wife & Her Lover (1989)
- Bethune: The Making of a Hero (1990)
- The Comfort of Strangers (1990)
- Where Angels Fear to Tread (1991)
- The Hawk (1993)
- Prinsen af Jylland (1994)
- Den gale kong George (1994)
- The Snow Queen (1995) (stemme)
- Some Mother's Son (1996)
- Critical Care (1997)
- Sidoglio Smithee (1998)
- Prinsen af Egypten (1998) (stemme)
- The Passion of Ayn Rand (1999)
- Teaching Mrs. Tingle (1999)
- Greenfingers (2000)
- The Pledge (2001)
- No Such Thing (2001)
- Happy Birthday (2001)
- Last Orders (2001)
- Gosford Park (2001)
- The Roman Spring of Mrs. Stone (2003)
- Calendar Girls (2003)
- The Hitchhiker's Guide to the Galaxy (2004) (stemme)
- The Clearing (2004)
- Raising Helen (2004)
- Elizabeth I (2005)
- Shadowboxer (2005)
- The Queen (2006)
- National Treasure: Book of Secrets (2007)
- Inkheart (2008)
- State of Play (2008)
- Love Ranch (2008)
- The Last Station (2009)
- Love Ranch (2010)
- Brighton Rock (2010)
- RED (2010)
- The Debt (2010)
- The Tempest (2010)
- Arthur (2011)
- The Door (2012)
- Hitchcock (2012)
- RED 2 (2012)
- Monsters University (2013) (stemme)
- The Hundred-Foot Jurney (2014)
- Vores livs ferie (2017)
- Fast & Furious: Hobbs and Shaw (2019)
- Golda (2023)